# Nýrsko
Nýrsko är en stad i Tjeckien.   Den ligger i distriktet Okres Klatovy och regionen Plzeň, i den västra delen av landet, 130 km sydväst om huvudstaden Prag. Nýrsko ligger 455 meter över havet och antalet invånare är 5 070.
Terrängen runt Nýrsko är kuperad åt sydväst, men åt nordost är den platt. Runt Nýrsko är det glesbefolkat, med 13 invånare per kvadratkilometer. Närmaste större samhälle är Klatovy, 15,7 km nordost om Nýrsko. I omgivningarna runt Nýrsko växer i huvudsak blandskog.

## Galleri

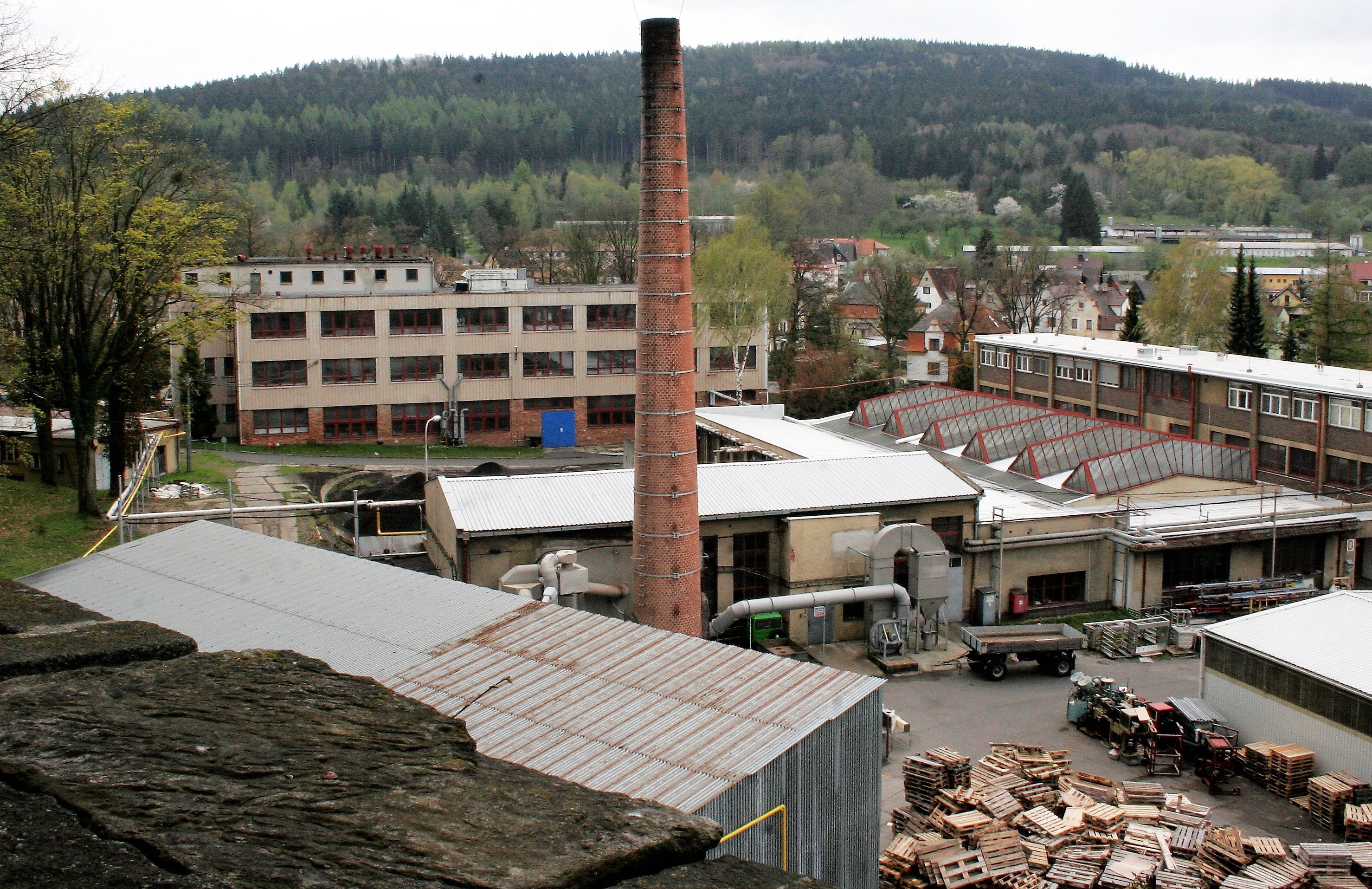
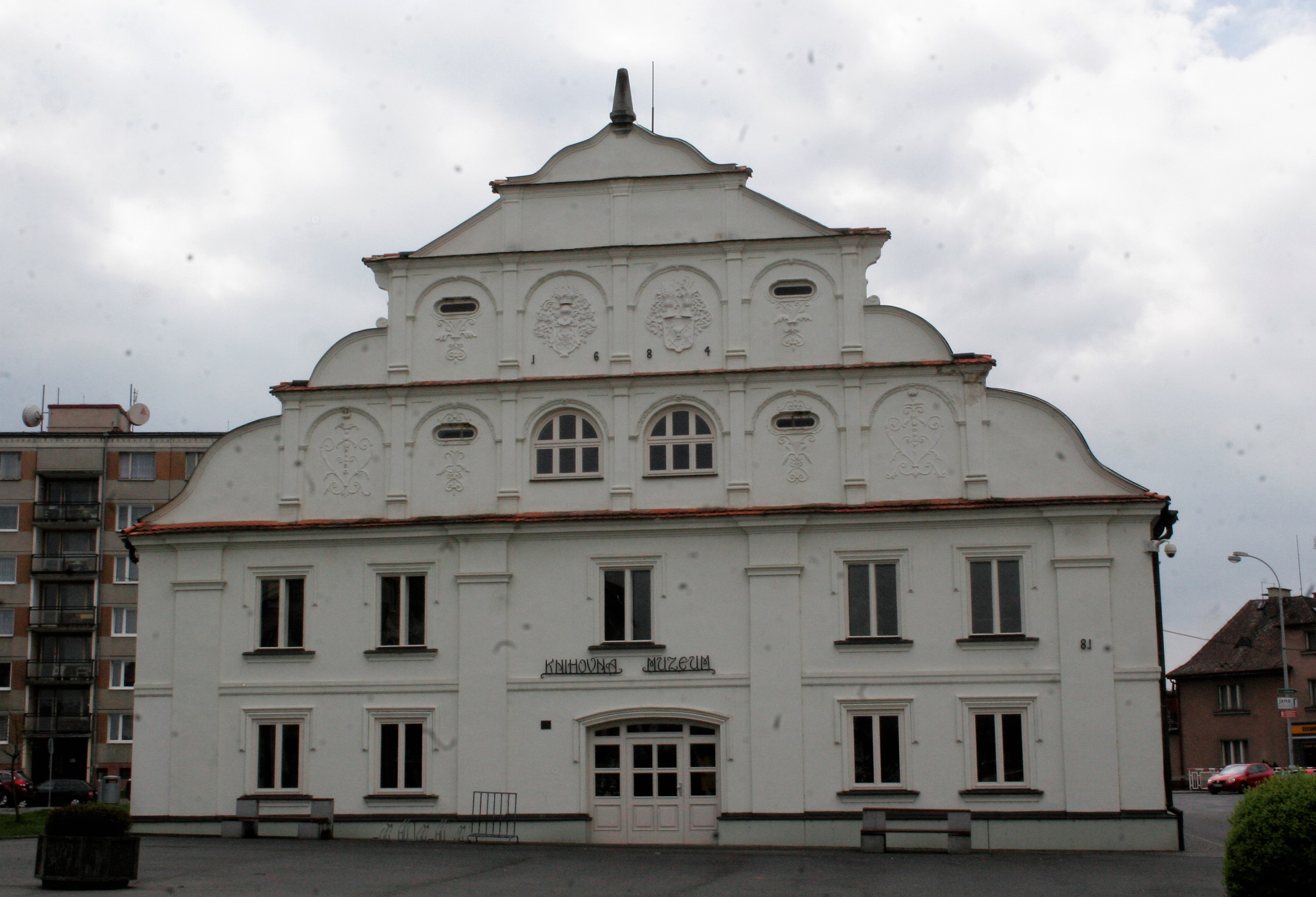
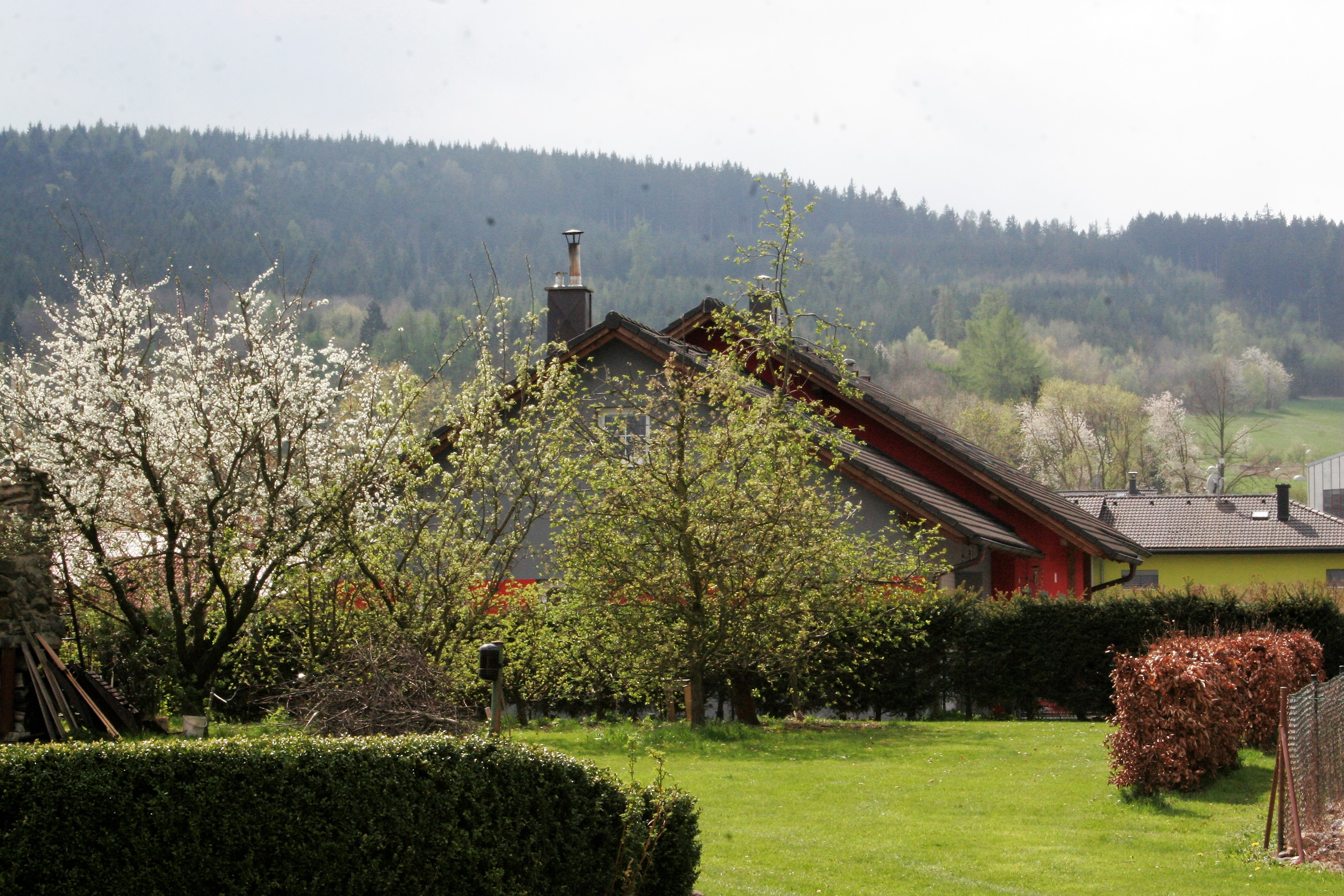